# Кетен
Кетен (карбометилен, этенон) — H2C=C=O, бесцветный газ с резким запахом. Простейший член гомологического ряда кетенов.

## Строение и синтез
Первоначально основным лабораторным методом синтеза кетена являлся пиролиз ацетона в специальном аппарате — «кетеновой лампе» с выходами от 25-29 % в случае внешнего нагрева до 80-90 % в кетеновых лампах с внутренним электрическим нагревом. Этот метод также используется для синтеза некоторых гомологов кетена, например, метилкетена из метилэтилкетона.
Кетен также может быть синтезирован пиролизом уксусного ангидрида или уксусной кислоты:
Кетен также образуется при действии цинка на раствор бромацетилбромида в эфире:
{\displaystyle {\ce {BrCH2COBr + Zn -> H2C=C=O + ZnBr2}}}
Отщепление галогеноводорода сильными основаниями от ацеталей галогенуксусных альдегидов является препаративным методом синтеза диалкилкеталей кетена:
{\displaystyle {\ce {BrCH2CH(OEt)2 -> H2C=C(OEt)2 + HBr}}}
В настоящее время благодаря доступности промышленно синтезируемого дикетена кетен обычно получают его пиролизом.

## Промышленный синтез и применение
Кетен является крупнотоннажным продуктом промышленного органического синтеза (мощности США и Западной Европы в 1995 г. — 550 тыс. тонн), большая часть используется для производства уксусного ангидрида ацилированием уксусной кислоты. В промышленности кетен получают пиролизом уксусной кислоты в присутствии триэтилфосфата или пиролизом ацетона над глинозёмом.
Кетен также используется в промышленном синтезе в реакциях [2+2]-циклоприсоединения к альдегидам.
Циклоприсоединение кетена к хлоралю с образованием соответствующего трихлорметил-β-лактона и последующим его гидролизом используется как метод синтеза яблочной кислоты, в модификации процесса, использующей в качестве хиральных индукторов на стадии [2+2]-циклоприсоединения хинина или хинидина позволяет провести реакцию стереоселективно с образованием (S)-(-)-яблочной кислоты, при этом достигает 96 %, оптическая чистота — 95 %.
Кетен также используется для производства капролактама (процесс Techni-Chem). На первой стадии этого процесса кетеном ацилируют циклогексанон с образованием циклогексенилацетата, который затем нитруют с отщеплением уксусной кислоты, получая 2-нитроциклогексанон. 2-Нитроциклогексанон затем подвергается гидролизу с образованием ε-нитрокапроновой кислоты, которую восстанавливают до ε-аминокапроновой кислоты; последнюю дегидратируют в капролактам при 300 °C и давлении 100 бар. Главным преимуществом Techni-Chem процесса является минимизация образования побочных продуктов, отщепляющаяся при нитровании циклогексенилацетата может быть пиролизована в кетен.

## Реакционная способность и производные
Кетен, формально являющийся внутренним ангидридом уксусной кислоты, очень реакционноспособен и является сильным ацилирующим агентом, легко присоединяющимся к нуклеофильным молекулам с образованием ацетильных производных:
{\displaystyle {\mathsf {H_{2}C{\text{=}}C{\text{=}}O+HX\rightarrow CH_{3}COX}}}, где Х — Hal, OH, OR, OCOR, NH2, NHR, SH, SR и т. д.
Реакция идет через образование енольного аддукта, который затем таутомеризуется в ацетильное производное:
Кетен вступает в реакции [2+2]-циклоприсоединения, сам кетен димеризуется по этому механизму в дикетен при температуре выше −80 °C:
С алкенами кетен реагирует с образованием циклобутенонов.

## Токсичность
Кетен — прозрачный газ с резким запахом, вызывающий раздражение глаз и дыхательных путей, чем напоминает фосген. При длительном воздействии возможен отёк лёгких.